# Foreigner
Foreigner is een Brits-Amerikaanse band uit Rochester in de staat New York.

## Geschiedenis
Foreigner werd in 1976 opgericht door Britse en Amerikaanse muzikanten, onder anderen Mick Jones, Ian McDonald en Lou Gramm. In Nederland stonden hun meeste hits lager dan in de Verenigde Staten, maar desondanks gelden Cold as Ice, Waiting for a Girl Like You (waarop Thomas Dolby meespeelt), I Want to Know What Love Is (opgenomen met het New Jersey Mass Choir, dat vervolgens een eigen versie uitbracht), That Was Yesterday, I Don't Want to Live Without You en Say You Will ook in Nederland als klassiekers.
Mick Jones, de stiefvader van producer Mark Ronson, en Lou Gramm brachten in 1989 soloalbums uit waarna laatstgenoemde tijdelijk de band verliet om met Shadow King op te treden. In 2002 waren ze in Nederland te zien tijdens Night of the Proms; Gramm was enkele kilo's aangekomen door medicijngebruik na verwijdering van een hersentumor. In 2003 hield hij het definitief voor gezien; zijn plek werd achtereenvolgens ingenomen door Chaz West en Kelly Hansen (onder anderen Slash's Snakepit). Jason Bonham, zoon van wijlen John Bonham, nam in de periode 2004-08 plaats achter de drums en was in 2007 zijn eigen voorprogramma bij het reünieconcert van Led Zeppelin.
In 2011-12 toerde Foreigner zonder originele leden omdat Mick Jones met gezondheidsproblemen kampte; in 2012 maakte hij zijn rentree.
In 2013 werden Gramm (inmiddels weer op zijn oude gewicht) en Jones ingehuldigd in de Songwriters Hall of Fame
In 2016 begon de band aan een tournee ter gelegenheid van het veertigjarig jubileum; hiervoor werden ook de nog levende oud-leden uitgenodigd. Tijdens de toegift van het concert op 20 juli 2017 kwam o.a. Gramm meedoen. Deze gastoptredens krijgen in augustus 2018 een volwaardig vervolg.

## Discografie

### Albums
| Album met eventuele hitnotering(en) in de Nederlandse Album Top 100 | Datum van verschijnen | Datum van binnenkomst | Hoogste positie | Aantal weken | Opmerkingen   |
| ------------------------------------------------------------------- | --------------------- | --------------------- | --------------- | ------------ | ------------- |
| Foreigner                                                           | 08-03-1977            | -                     | -               | -            |               |
| Double Vision                                                       | 20-06-1978            | -                     | -               | -            |               |
| Head Games                                                          | 11-09-1979            | -                     | -               | -            |               |
| 4                                                                   | 02-07-1981            | 15-08-1981            | 12              | 8            |               |
| Records                                                             | 29-11-1982            | -                     | -               | -            | Verzamelalbum |
| Agent Provocateur                                                   | 07-12-1984            | 29-12-1984            | 12              | 25           |               |
| Inside Information                                                  | 04-12-1987            | 26-12-1987            | 26              | 12           |               |
| Unusual Heat                                                        | 14-06-1991            | 06-07-1991            | 70              | 6            |               |
| The Very Best of Foreigner                                          | 1992                  | 14-03-1992            | 2               | 32           | Verzamelalbum |
| The Very Best ... and Beyond                                        | 16-11-1992            | -                     | -               | -            | Verzamelalbum |
| Classic Hits Live / Best of Live                                    | 1993                  | -                     | -               | -            | Livealbum     |
| Mr. Moonlight                                                       | 24-10-1994            | 05-11-1994            | 60              | 4            |               |
| The Best of Ballads: I Want to Know What Love Is                    | 1998                  | -                     | -               | -            | Verzamelalbum |
| The Platinum Collection                                             | 1999                  | -                     | -               | -            | Verzamelalbum |
| Foreigner Anthology: Jukebox Heroes                                 | 2000                  | -                     | -               | -            | Verzamelalbum |
| Complete Greatest Hits                                              | 2002                  | -                     | -               | -            | Verzamelalbum |
| The Definitive                                                      | 27-05-2002            | 22-06-2002            | 71              | 2            | Verzamelalbum |
| Hot Blooded and Other Hits                                          | 2004                  | -                     | -               | -            | Verzamelalbum |
| The Definitive Collection                                           | 23-03-2006            | -                     | -               | -            | Verzamelalbum |
| The Very Best of Toto & Foreigner (met Toto)                        | 17-08-2007            | -                     | -               | -            | Verzamelalbum |
| No End in Sight: The Very Best of Foreigner                         | 26-09-2008            | -                     | -               | -            | Verzamelalbum |
| Can't Slow Down                                                     | 26-02-2010            | -                     | -               | -            |               |
| Can't Slow Down ... When It's Live!                                 | 15-10-2010            | -                     | -               | -            | Livealbum     |
| Foreigner: Live On Air                                              | 05-11-2010            | -                     | -               | -            | Livealbum     |
| Juke Box Heroes: The Very Best of Foreigner                         | 24-06-2011            | -                     | -               | -            | Verzamelalbum |
| Acoustique                                                          | 23-09-2011            | -                     | -               | -            | Livealbum     |
| Acoustique & More                                                   | 23-09-2011            | -                     | -               | -            | Livealbum     |
| Classics                                                            | 27-07-2012            | -                     | -               | -            | Verzamelalbum |
| Alive & Rockin'                                                     | 04-10-2013            | -                     | -               | -            | Livealbum     |
| I Want to Know What Love Is: The Ballads                            | 2014                  | -                     | -               | -            | Verzamelalbum |
| An Acoustic Evening with Foreigner                                  | 04-07-2014            | -                     | -               | -            | Livealbum     |
| The Best Of Foreigner 4 & More                                      | 05-12-2014            | -                     | -               | -            | Verzamelalbum |
| Collector's Package                                                 | 26-06-2015            | -                     | -               | -            | Verzamelalbum |
| Greatest Hits Live                                                  | 10-07-2015            | -                     | -               | -            | Livealbum     |
| 40                                                                  | 19-05-2017            | -                     | -               | -            | Verzamelalbum |

### Singles
| Single met eventuele hitnotering(en) in de Nederlandse Top 40 | Datum van verschijnen | Datum van binnenkomst | Hoogste positie | Aantal weken | Opmerkingen                                                                                  |
| ------------------------------------------------------------- | --------------------- | --------------------- | --------------- | ------------ | -------------------------------------------------------------------------------------------- |
| Feels Like the First Time                                     | 1977                  | -                     | tip 8           | -            |                                                                                              |
| Cold as Ice                                                   | 1977                  | 24-09-1977            | 13              | 6            | Nr. 10 in de Nationale Hitparade / Troetelschijf Hilversum 3                                 |
| Hot Blooded                                                   | 1978                  | -                     | tip 10          | -            | Nr. 46 in de Nationale Hitparade                                                             |
| Blue Morning, Blue Day                                        | 1979                  | -                     | tip 14          | -            |                                                                                              |
| Love on the Telephone                                         | 1979                  | 15-03-1980            | 34              | 2            | Nr. 34 in de Nationale Hitparade / Nr. 42 in de TROS Top 50                                  |
| Waiting for a Girl Like You                                   | 1982                  | 23-01-1982            | 16              | 6            | Nr. 13 in de Nationale Hitparade / Nr. 20 in de TROS Top 50 Veronica Alarmschijf Hilversum 3 |
| I Want to Know What Love Is (met New Jersey Mass Choir)       | 1984                  | 08-12-1984            | 6               | 15           | Nr. 5 in de Nationale Hitparade / Nr. 6 in de TROS Top 50 Veronica Alarmschijf Hilversum 3   |
| That Was Yesterday                                            | 1985                  | 04-05-1985            | 28              | 5            | Nr. 19 in de Nationale Hitparade / Nr. 27 in de TROS Top 50                                  |
| Say You Will                                                  | 1987                  | 26-12-1987            | 14              | 6            | Nr. 12 in de Nationale Hitparade Top 100 / Veronica Alarmschijf Radio 3                      |
| I Don't Want to Live Without You                              | 1988                  | 28-05-1988            | 19              | 5            | Nr. 16 in de Nationale Hitparade Top 100 / Veronica Alarmschijf Radio 3                      |

| Single met hitnotering(en) in de Vlaamse Ultratop 50    | Datum van verschijnen | Datum van binnenkomst | Hoogste positie | Aantal weken | Opmerkingen |
| ------------------------------------------------------- | --------------------- | --------------------- | --------------- | ------------ | ----------- |
| Cold as Ice                                             | 1977                  | 08-10-1977            | 20              | 4            |             |
| Waiting for a Girl Like You                             | 1982                  | 13-02-1982            | 18              | 6            |             |
| I Want to Know What Love Is (met New Jersey Mass Choir) | 1984                  | 29-12-1984            | 6               | 15           |             |
| That Was Yesterday                                      | 1985                  | 27-04-1985            | 25              | 5            |             |
| Say You Will                                            | 1987                  | 02-01-1988            | 24              | 5            |             |
| I Don't Want to Live Without You                        | 1988                  | 04-06-1988            | 25              | 6            |             |

### Dvd
- 2001: Foreigner
- 2001: 4
- 2003: Live at Deer Creek
- 2003: Feels Like the Very First Time: The Foreigner Story
- 2003: Foreigner: All Access Tonight (Live)
- 2007: Foreigner: Alive & Rockin'
- 2008: Soundstage
- 2009: Cold as Ice (videoclips)
- 2011: Rockin' at the Ryman
- 2011: Foreigner: Live (12 juli 2011)

### NPO Radio 2 Top 2000
| Nummers met noteringen in de NPO Radio 2 Top 2000 | '99  | '00  | '01  | '02  | '03  | '04  | '05  | '06  | '07  | '08  | '09  | '10  | '11  | '12  | '13  | '14  | '15  | '16  | '17  | '18  | '19  | '20  | '21  | '22  | '23  | '24  |
| ------------------------------------------------- | ---- | ---- | ---- | ---- | ---- | ---- | ---- | ---- | ---- | ---- | ---- | ---- | ---- | ---- | ---- | ---- | ---- | ---- | ---- | ---- | ---- | ---- | ---- | ---- | ---- | ---- |
| Cold as Ice                                       | 782  | 667  | 654  | 617  | 720  | 694  | 714  | 929  | 1283 | 835  | 1166 | 1344 | 1217 | 1287 | 1418 | 1372 | 1450 | 1517 | 937  | 1334 | 1370 | 1332 | 1501 | 1464 | 1702 | 1835 |
| Feels Like the First Time                         | -    | 1599 | -    | -    | -    | -    | -    | -    | -    | -    | -    | -    | -    | -    | -    | -    | -    | -    | -    | -    | -    | -    | -    | -    | -    | -    |
| I Want to Know What Love Is                       | 161  | 221  | 151  | 200  | 283  | 173  | 301  | 285  | 461  | 271  | 372  | 374  | 423  | 591  | 624  | 471  | 524  | 394  | 300  | 403  | 384  | 408  | 400  | 444  | 434  | 484  |
| That Was Yesterday                                | -    | -    | 1146 | 810  | 1094 | 1186 | 1358 | 1370 | 1683 | 1355 | 1609 | 1621 | 1628 | 1665 | 1679 | 1614 | 1533 | 1870 | 1588 | 1893 | 1830 | 1869 | 1942 | 1893 | 1957 | -    |
| Waiting for a Girl Like You                       | 1043 | 1015 | 886  | 1145 | 1000 | 1356 | 1498 | 1703 | 1945 | 1519 | -    | 1727 | -    | 1586 | 1912 | 1826 | 1884 | -    | -    | -    | -    | -    | -    | -    | -    | -    |

1. ↑  Een '-' betekent dat het nummer niet was genoteerd en een vetgedrukt getal geeft de hoogste notering van een nummer aan.

- Bibliothèque nationale de France: cb13903561f (data)
- Gemeinsame Normdatei: 5066793-2
- International Standard Name Identifier: 0000 0001 2271 3499
- Library of Congress Control Number: n91050285
- MusicBrainz: 160629ab-ec18-4931-8c95-02cb92d06186
- Nationale Bibliotheek van Tsjechië: xx0029039
- Nationale Bibliotheek van Israël: 987008985080505171
- Virtual International Authority File: 169197835